# 足助町
足助町（あすけちょう）は、かつて愛知県東加茂郡に属していた町である。古くから三州街道（塩の道）の足助宿として栄え、奥三河の主要な町のひとつだった。香嵐渓の紅葉で知られた。2005年（平成17年）4月1日に近隣町村（藤岡町・小原村・旭町・稲武町・下山村）と共に豊田市へ編入された。旧足助町役場は豊田市役所足助支所となった。

## 地理
- 河川：矢作川、巴川
- 山：茶臼山
- 主な峠：伊勢神峠

## 歴史

### 沿革
- 平安時代末期に浦野重遠の孫・重長が三河国足助の地に住んで足助氏を称した。
- 1889年（明治22年）10月1日 - 町村制施行により東加茂郡足助村、中之御所村、今朝平村が合併し足助村となる。
- 1890年（明治23年）12月17日 - 町制施行により足助町が成立。
- 1955年（昭和30年）4月1日 - 東加茂郡足助町、盛岡村、賀茂村、阿摺村が合併し足助町が成立。
- 2005年（平成17年）4月1日 - 藤岡町・小原村・旭町・稲武町・下山村と共に豊田市へ編入された。

## 行政
- 町長：矢澤長介（1999年4月27日 - 2005年3月31日）

## 財政
- 平成16年度（2004年度）
- 人口 9621人 前年比 △1.2% （住民基本台帳 H17.3.31）
- 財政力指数 0.40
- 公債費比率 17.2%
- 実質単年度収支 6234万円（黒字）
- 経常収支比率 113.5% (125.1% 減税補てん債及び臨時財政対策費を除く） 非常に悪い数値
- 歳入総額 75億0983万円
- 歳出総額 73億4787万円
- 指定団体の状況 山振、過疎
- 地方税歳入 9億8083万円 （歳入の13.1%）
- 地方交付税歳入 17億6688万円 （歳入の23.5%）
- 地方債歳入 6億7820万円 （歳入の9.0%）
- 公債費 9億2903万円 （歳出の12.6%）
- 人件費 13億2370万円 （歳出の18.0%）
- 扶助費 1億8658万円 （歳出の2.5%）
- 職員数 一般職員 123人（うち技能労務職 5人）、教育公務員 4人 合計127人
- 人口1000人当たり職員数 13.20人
- 職員一人当たり人件費 1042万2906円
- 地方債現在高 59億0027万円
  - 積立金現在高 財調 8億5560万円 減債 3億9375万円 特定目的 4億9169万円

## 教育

### 高校
- 愛知県立足助高等学校

## 交通

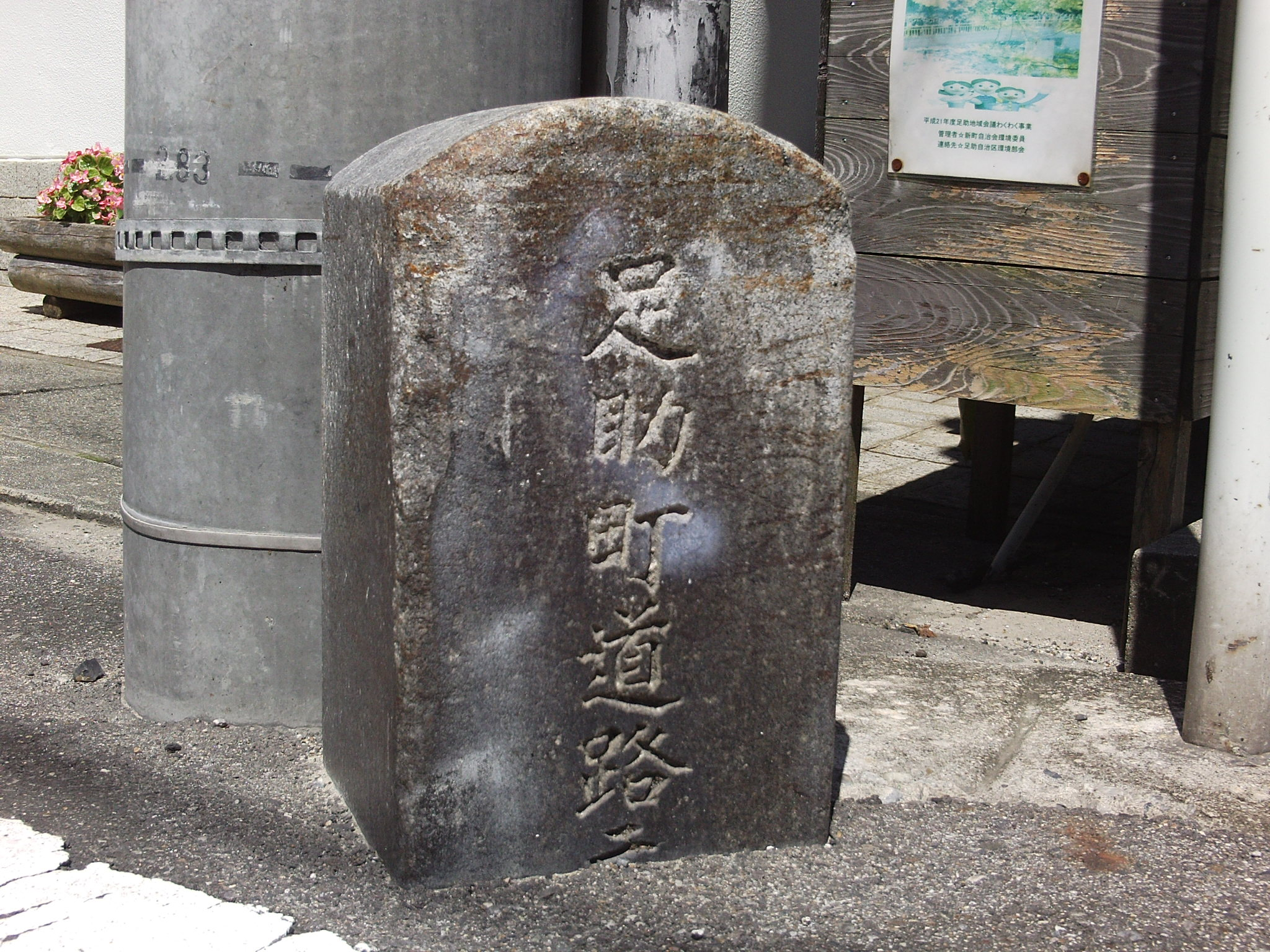
足助町道路元標

### 鉄道
町内を鉄道路線は通っていない。鉄道を利用する場合の最寄り駅は、名鉄三河線猿投駅。

#### かつて計画された鉄道
町内に鉄道路線はないが、以前に様々な計画・要望があった。
国鉄誘致
- 中山道鉄道を通過する要望 : （要望路線 : 諏訪 - 飯田 - 北設 - 東西加茂 - 名古屋）
  - 1893年に誘致合戦に負けた。この時開通した鉄道が、現在のJR中央本線である。

信参鉄道計画
- 大浜港 - 桜井 - 挙母 - 足助 - 稲橋 - 飯田
  - 大浜、足助などで着工したが、1915年に会社が破産宣告を受け計画中止。

三河鉄道の延伸計画
- 名鉄三河線の西中金駅から足助まで延伸する計画
  - 足助町追分までの用地買収完了し造成を進めたが、世界恐慌や追分より先の用地買収難航により工事施工の延期。1958年に三河鉄道を吸収した名鉄が「西中金 - 足助」の免許を返還。

### 路線バス
- 名鉄バス
- さなげ足助バス
- とよたおいでんバス

### 道路
一般国道
- 国道153号（飯田街道）
- 国道420号

主要地方道
- 愛知県道19号土岐足助線
- 愛知県道33号瀬戸設楽線
- 愛知県道77号足助下山線

一般県道
- 愛知県道343号則定豊田線
- 愛知県道344号久木中金線
- 愛知県道355号島崎豊田線
- 愛知県道357号平沢御蔵線
- 愛知県道358号月原追分線
- 愛知県道359号坂上追分線
- 愛知県道362号東大沼足助線
- 愛知県道364号田峯東大見線
- 愛知県道366号小渡明川足助線
- 愛知県道367号梨野足助線
- 愛知県道484号牛地足助線

広域農道
- 加茂広域農道

## 娯楽
- 西盛座 - 映画館[1]。
- 足助劇場 - 映画館[1]。

## 名所・旧跡・観光スポット
- 香嵐渓
- 足助八幡宮
- 香積寺
- 旧鈴木家住宅
- 三州足助屋敷
- 風天洞（岩戸山観世音寺）
- 真弓山城（城跡公園足助城）
- 中馬のおひなさん
- 百年草
- 香嵐渓ヘビセンター